# ラ・ジュボディエール
ラ・ジュボディエール （La Jubaudière）は、フランス、ペイ・ド・ラ・ロワール地域圏、メーヌ＝エ＝ロワール県のかつて存在したコミューン。

## 地理
モージュ地方にあるアンジューのコミューンである。ジャレの南に位置する。

## 由来
ラ・ジュボディエールは古文書に、Ingelbauderia、Engelbauderia （1104年-1120年）、Enjobauderia（1167年）、L'Angebaudière（1438年）、Cura de Jubauderia（1467年）という地名で記されている。Ingelbauderiaというつづりは、語源学上からゲルマン語の男性名インゲルバルト（Ingelbald）からきている。Ingelbaldに接尾辞の-ariaがついたものである。ラテン語の-acumに匹敵する。その意味はしたがって、『インゲルバルトの野原』をさす。

## 歴史
2014年、自治体間連合に参加しているコミューンで合併を行い、コミューン・ヌーヴェル（fr、サルコジ政権時代に成立したフランス国家領土改革法にのっとり、合併して誕生したコミューンの名称）となる計画が浮上した。2015年7月2日、自治体間連合内のコミューン議会全てにおいて、2015年12月15日より新コミューン、ボープレオ＝アン＝モージュとなることを可決した · 。

## 人口統計
| 1962年 | 1968年 | 1975年 | 1982年 | 1990年 | 1999年 | 2006年 | 2012年 |
| ------ | ------ | ------ | ------ | ------ | ------ | ------ | ------ |
| 723    | 773    | 842    | 1033   | 1116   | 1132   | 1168   | 1212   |

source=1999年までLdh/EHESS/Cassini、2004年以降INSEE